# .kh
Pour les articles homonymes, voir KH.
.kh est le domaine de premier niveau national (country code top level domain : ccTLD) réservé au Cambodge et créé en 1996.